# 28-ма гвардійська мотострілецька дивізія (СРСР)
28-ма гвардійська мотострілецька Харківська двічі Червонопрапорна дивізія (28 гв. МСД, в/ч 63493) — військове з'єднання мотострілецьких військ Радянської армії, що існувало у 1957—1989 роках. Дивізія була сформована 17 травня 1957 року на основі 28-ї гвардійської стрілецької дивізії у смт Чорноморське, Одеська область. Дивізія мала статус кадрованої, тому була укомплектована особовим складом і технікою лише на 25 % (3100 осіб) від штатної чисельності.
В січні 1992 року перейшла під юрисдикцію України і увійшла до складу Збройних сил України як 28-ма механізована дивізія.

## Історія
Створена 17 травня 1957 року на основі 28-ї гвардійської стрілецької дивізії у смт Чорноморське, Одеська область.
Реорганізація 19 лютого 1962 року:
- створено 272-й окремий ремонтно-відновлювальний батальйон
- створено 358-й окремий ракетний дивізіон

У травні 1962 року створено 213-й окремий танковий батальйон — розформовано 1968.
У 1968 році 36-й окремий гвардійський саперний батальйон було перейменовано на 36-й окремий гвардійський інженерно-саперний батальйон.
22 лютого 1968 року була нагороджена другим орденом Червоного Прапора.
Реорганізація 15 листопада 1972 року:
- створено 1298-й окремий протитанковий артилерійський дивізіон
- створено 00 окремий гвардійський реактивний артилерійський дивізіон — включений до складу артилерійського полку в травні 1980

У 1980 році 000 окремий автомобільний транспортний батальйон було перейменовано на 1030-й окремий батальйон матеріального забезпечення.
В січні 1992 року перейшла під юрисдикцію України. На її основі було утворено 28-му механізовану дивізію Збройних сил України. На базі 89-го полку дивізії згодом було сформовано 28-му окрему механізовану бригаду.

## Структура
Протягом історії з'єднання його структура та склад неодноразово змінювались.

### 1960
- 86-й гвардійський мотострілецький полк (Чорноморське, Одеська область)
- 89-й гвардійський мотострілецький полк (Чорноморське, Одеська область)
- 329-й гвардійський мотострілецький полк (Чорноморське, Одеська область)
- 357-й танковий полк (Чорноморське, Одеська область)
- 61-й гвардійський артилерійський полк (Чорноморське, Одеська область)
- 1161-й окремий зенітний артилерійський полк (Одесса)
- 95-й окремий розвідувальний батальйон (Чорноморське, Одеська область)
- 36-й окремий гвардійський саперний батальйон (Чорноморське, Одеська область)
- 40-й окремий гвардійський батальйон зв'язку (Чорноморське, Одеська область)
- 000 окрема рота хімічного захисту (Чорноморське, Одеська область)
- 497-й окремий санітарно-медичний батальйон (Чорноморське, Одеська область)
- 000 окремий автомобільний транспортний батальйон (Чорноморське, Одеська область)

### 1970
- 86-й гвардійський мотострілецький полк (Чорноморське, Одеська область)
- 89-й гвардійський мотострілецький полк (Чорноморське, Одеська область)
- 329-й гвардійський мотострілецький полк (Чорноморське, Одеська область)
- 357-й танковий полк (Чорноморське, Одеська область)
- 61-й гвардійський артилерійський полк (Чорноморське, Одеська область)
- 1161-й зенітний артилерійський полк (Одесса)
- 358-й окремий ракетний дивізіон (Чорноморське, Одеська область)
- 95-й окремий розвідувальний батальйон (Чорноморське, Одеська область)
- 36-й окремий гвардійський інженерно-саперний батальйон (Чорноморське, Одеська область)
- 40-й окремий гвардійський батальйон зв'язку (Чорноморське, Одеська область)
- 000 окрема рота хімічного захисту (Чорноморське, Одеська область)
- 272-й окремий ремонтно-відновлювальний батальйон (Чорноморське, Одеська область)
- 497-й окремий санітарно-медичний батальйон (Чорноморське, Одеська область)
- 000 окремий автомобільний транспортний батальйон (Чорноморське, Одеська область)

### 1980
- 86-й гвардійський мотострілецький полк (Чорноморське, Одеська область)
- 89-й гвардійський мотострілецький полк (Чорноморське, Одеська область)
- 329-й гвардійський мотострілецький полк (Чорноморське, Одеська область)
- 357-й танковий полк (Чорноморське, Одеська область)
- 61-й гвардійський артилерійський полк (Чорноморське, Одеська область)
- 1161-й зенітний артилерійський полк (Одесса)
- 358-й окремий ракетний дивізіон (Чорноморське, Одеська область)
- 1298-й окремий протитанковий артилерійський дивізіон (Чорноморське, Одеська область)
- 95-й окремий розвідувальний батальйон (Чорноморське, Одеська область)
- 36-й окремий гвардійський інженерно-саперний батальйон (Чорноморське, Одеська область)
- 40-й окремий гвардійський батальйон зв'язку (Чорноморське, Одеська область)
- 000 окрема рота хімічного захисту (Чорноморське, Одеська область)
- 272-й окремий ремонтно-відновлювальний батальйон (Чорноморське, Одеська область)
- 497-й окремий медичний батальйон (Чорноморське, Одеська область)
- 1030-й окремий батальйон матеріального забезпечення (Чорноморське, Одеська область)

### 1988
- 86-й гвардійський мотострілецький полк (Чорноморське, Одеська область)
- 89-й гвардійський мотострілецький полк (Чорноморське, Одеська область)
- 329-й гвардійський мотострілецький полк (Чорноморське, Одеська область)
- 357-й танковий полк (Чорноморське, Одеська область)
- 61-й гвардійський артилерійський полк (Чорноморське, Одеська область)
- 1161-й зенітний ракетний полк (Чорноморське, Одеська область)
- 358-й окремий ракетний дивізіон (Чорноморське, Одеська область)
- 1298-й окремий протитанковий артилерійський дивізіон (Чорноморське, Одеська область)
- 95-й окремий розвідувальний батальйон (Чорноморське, Одеська область)
- 36-й окремий гвардійський інженерно-саперний батальйон (Чорноморське, Одеська область)
- 40-й окремий гвардійський батальйон зв'язку (Чорноморське, Одеська область)
- 000 окрема рота хімічного захисту (Чорноморське, Одеська область)
- 272-й окремий ремонтно-відновлювальний батальйон (Чорноморське, Одеська область)
- 497-й окремий медичний батальйон (Чорноморське, Одеська область)
- 1030-й окремий батальйон матеріального забезпечення (Чорноморське, Одеська область)

## Розташування
- Штаб (Чорноморське): 51 29 46N, 11 55 46E
- Чорноморські казарми: 46 35 15N, 30 56 25E

## Оснащення
Оснащення на 19.11.90 (за умовами УЗЗСЄ):
- 86-й гвардійський мотострілецький полк: 22 Т-64, 3 БМП-2, 2 БРМ-1К, 5 БТР-70, 12 2С1 «Гвоздика», 1 ПРП-3, 3 Р-145БМ, 1 ПУ-12, та 1 МТ-55А
- 89-й гвардійський мотострілецький полк: 35 Т-64, 133 БТР-70, 6 БТР-60, 3 БМП-1, 2 БРМ-1К, 12 2С1 «Гвоздика», 1 ПРП-3, 3 Р-145БМ, 1 ПУ-12, та 1 МТ-55А
- 329-й гвардійський мотострілецький полк: 22 Т-64, 128 БМП-2, 2 БРМ-1К, 2 БТР-70, 12 2С1 «Гвоздика», 3 БМП-1КШ, 1 ПРП-3, 2 РХМ, 3 БРЕМ-2, 4 Р-145БМ, 1 ПУ-12, та 1 МТ-55А
- 357-й танковий полк: 64 Т-64, 14 БМП-2, 2 БРМ-1К, 2 БТР-70, 12 2С1 «Гвоздика», 3 БМП-1КШ, 1 РХМ-4, 3 РХМ, 1 ПРП-3, 2 Р-145БМ, 1 ПУ-12, 1 МТ-55А and 1 МТУ-20
- 61-й гвардійський артилерійський полк: 36 2С3 «Акація», 12 БМ-21 «Град», 11 ПРП-3, 3 1В18, 1 1В19 та 2 Р-145БМ
- 1161-й зенітний ракетний полк: ЗРК «Оса» (SA-8), 5 ПУ-12 та 3 Р-145БМ
- 1298-й окремий протитанковий артилерійський дивізіон: 15 МТ-ЛБТ
- 95-й окремий розвідувальний батальйон: 10 БМП-2, 7 БРМ-1К та 6 БТР-70
- 40-й окремий гвардійський батальйон зв'язку: 11 Р-145БМ
- 36-й окремий гвардійський інженерно-саперний батальйон: 2 УР-67